# Atsutada Otaka
Atsutada Otaka (Japans: 尾高 惇忠 Otaka Atsutada) (Tokio, 10 maart 1944 - aldaar, 16 februari 2021) was een Japans componist en muziekpedagoog.

## Levensloop
Otaka studeerde compositie aan de Tokyo National University of Fine Arts and Music (Japans: 東京藝術大学 Tōkyō Gei-jutsu Daigaku), nu: Tokyo University of the Arts in Tokio. In 1966 behaalde hij aldaar zijn diploma. Met een studiebeurs van de Franse regering kon hij aan het Conservatoire national supérieur de musique in Parijs studeren waar hij in 1970 afstudeerde. Vanaf 1971 werd hij docent aan zijn Alma Mater, de Tokyo University of the Arts; in 1986 werd hij professor aan deze instelling. 
Hij schreef werken voor verschillende genres. Enkele van zijn werken zijn op cd opgenomen en in het Westen daardoor bekend. 

## Composities

### Werken voor orkest
- 1981 Image, voor orkest
- 1993 Portrait, voor orkest
- 1995 In the Light, voor gemengd koor en orkest
- 1999 Fantasy, voor orgel en orkest

### Werken voor harmonieorkest
- 1981 Image, voor harmonieorkest

### Vocale muziek

#### Werken voor koren
- 1998 At the Cape of Springs, voor vrouwenkoor
- 2002 Prayer of the Wind, voor vrouwenkoor

#### Liederen
- 1996-1997 Album of Songs
- 2009 Songs
  1. "one fall day"
  2. "Rest"
- 2010 Songs
  1. "a stone statue of Jizô"
  2. "The stage"
  3. "Frog"
  4. "a memory of a mid winter"

### Kamermuziek
- 1976 Visions d'un Jour d'Été, twee stukken voor dwarsfluit en piano
- 1982 rev.2008 Meiso, meditatie voor cello
- 1986 Strijkkwartet
- 1990 Pianotrio
- 2008 Dialogue, voor twee klarinetten en piano

### Werken voor orgel
- 1970 Essay, voor orgel

### Werken voor piano
- 1983 rev.2006 Rhapsodie
- 1991 Ballade
- 1995 Land of Fairy Tales, pianostukken voor kinderen
- 2004 Traveling Muse, voor piano vierhandig
- 2006 Sonate
- 2007 Kyo-So, voor twee piano's

### Werken voor slagwerk (percussie)
- 1983 Reflection, voor slagwerkgroep

## Publicaties
- Fifty Lessons of Harmony, Zenon